# Thérèse Encrenaz
Thérèse Encrenaz (* 1946 in Lille als Thérèse Gounon) ist eine französische Astrophysikerin. Sie ist Forschungsdirektorin am CNRS und Spezialistin für planetare Atmosphären. Bis 2011 war sie Vizepräsidentin des Pariser Observatoriums.

## Studium
Als ehemalige Schülerin der École normale supérieure in Fontenay-aux-Roses (Jahrgang S1965) erwarb sie eine Licence in Mathematik und ein Diplôme d’études approfondies (DEA) in Astronomie, bevor sie ein Jahr am Goddard Institute for Space Studies der NASA verbrachte und 1969 ihre Doktorarbeit ablegte. Sie promovierte 1975 zum Doktor der Physik an der Universität Paris VII.

## Preise
- 2021: Gerard-P.-Kuiper-Preis der Abteilung für Planetenwissenschaften der American Astronomical Society (AAS)[3][4]
- 2010: David Bate Medal von der European Geosciences Union (EGU)[5]
- 2007: Jules-Janssen-Preis der Société astronomique de France (SAF) mit Paul Couteau[6]
- 1999: Silbermedaille des CNRS[7]
- Der 1991 von Henry E. Holt entdeckte Asteroid (5443) Encrenaz wurde nach ihr benannt.[8]

## Auszeichnungen
- 2019: Offizier der Ehrenlegion[9]
- 2014: Offizier des Ordre national du Mérite[10]
- 2002: Mitglied der Academia Europaea[11]

## Veröffentlichungen
- Thérèse Encrenaz: Le système solaire (= Dominos). Flammarion, Paris 1994, ISBN 2-08-035182-6 (französisch).
- Jacques Crovisier, Thérèse Encrenaz: Les comètes (= Croisée des sciences). Éditions Belin, Paris 1995, ISBN 978-2-271-05300-8 (französisch).
- Thérèse Encrenaz: Les planètes géantes (= Regards sur la science). Éditions Belin, 1996, ISBN 978-2-7011-2186-4 (französisch).
- Thérèse Encrenaz: Atmosphères planétaires (= Croisée des sciences). Éditions Belin, 2000, ISBN 978-2-7011-2361-5 (französisch).
- Thérèse Encrenaz, Jean-Pierre Bibring, Michel Blanc, Maria-Antonietta Barucci: Le système solaire (= Savoirs Actuels). EDP Sciences, 2003, ISBN 978-2-271-05845-4 (französisch).
- Thérèse Encrenaz: À la recherche de l'eau dans l'Univers (= Bibliothèque scientifique). Éditions Belin, 2004, ISBN 978-2-7011-3707-0 (französisch).
- Thérèse Encrenaz: Système solaire, systèmes stellaires (= Quai des sciences. Embarquement immédiat !). Éditions Dunod, Paris 2005, ISBN 978-2-10-048726-4 (französisch).
- Fabienne Casoli, Thérèse Encrenaz: Planètes extrasolaires (= Bibliothèque scientifique). Éditions Belin, Paris 2005, ISBN 978-2-7011-4052-0 (französisch).
- Sébastien Balibar, Édouard Brézin, A. Aspect, R. Balian, G. Bastard, J.P. Bouchaud, B. Cabane, F. Combes: Demain, la physique (= Sciences). O. Jacob, Paris 2009, ISBN 978-2-7381-2305-3 (französisch).
- Thérèse Encrenaz, James Lequeux: L'exploration des planètes de Galilée à nos jours… et au-delà (= Pour la science). Éditions Belin, Paris 2014, ISBN 978-2-7011-6195-2 (französisch).